# Walter Zeller

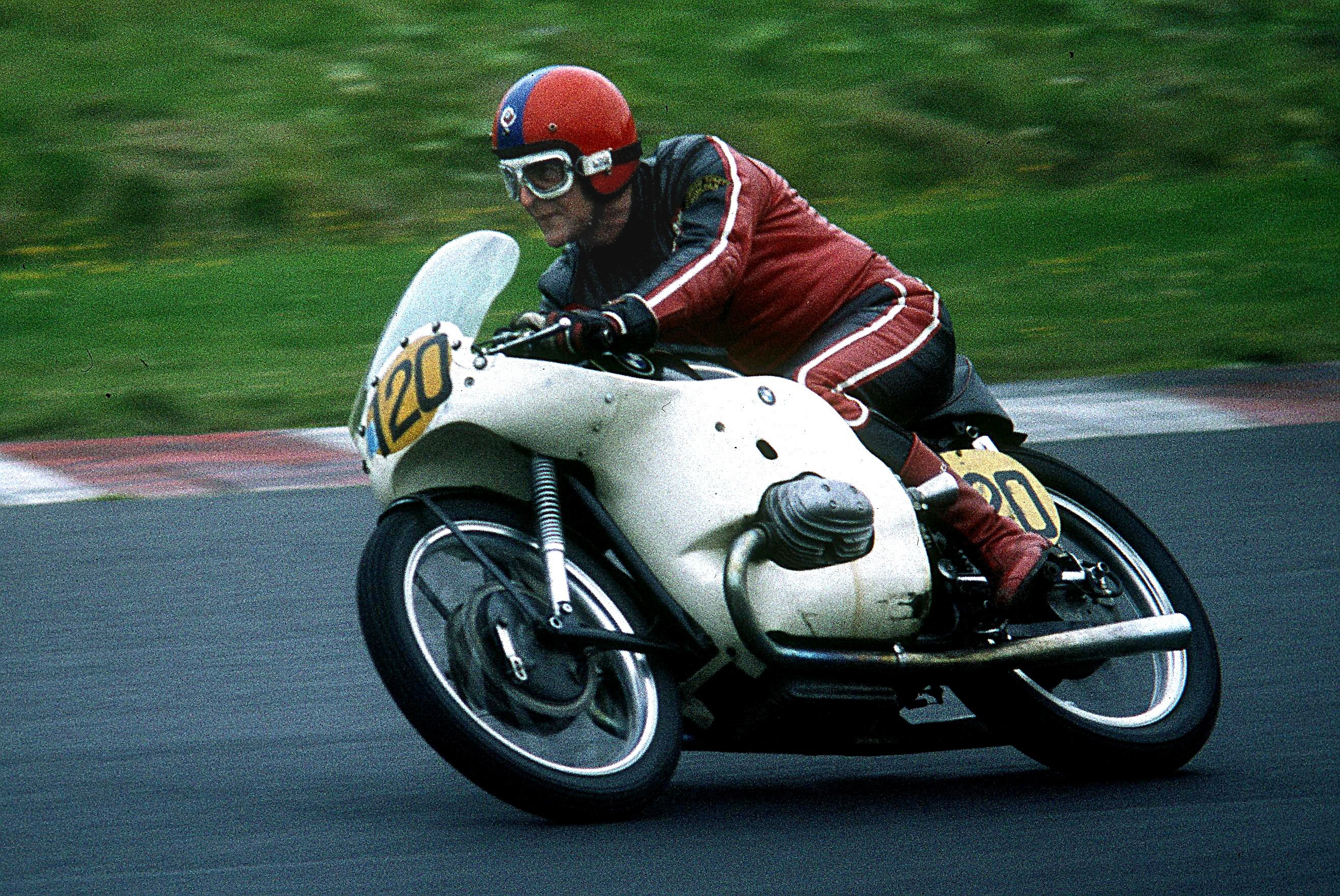
Walter Zeller 1979 auf BMW

Walter Zeller (* 11. September 1927 in Ebersberg; † 4. Februar 1995) war ein deutscher Motorradrennfahrer.
Zellers Vize-Weltmeisterschaft 1956 in der 500-cm³-Klasse der Motorrad-Weltmeisterschaft ist bis heute die beste Platzierung eines Deutschen in der „Königsklasse“ des Motorradrennsports. Neben Schorsch Meier gilt Walter Zeller als der einzige Rennfahrer, der die BMW RS 54 der Nachkriegsjahre hundertprozentig beherrschte.

## Leben
Walter Zeller wurde am 11. September 1927 als viertes Kind von Alfred und Anna Zeller geboren. Nach dem Besuch der Realschule, die er mit der Mittleren Reife abschloss, absolvierte er eine zweijährige Ausbildung im elterlichen Betrieb. Ab 1946 besuchte Zeller die Ingenieurschule in München. Von 1957 bis 1975 führte er den elterlichen Betrieb, das Stahlwerk Annahütte in Hammerau.
Walter Zeller starb am 4. Februar 1995 im Alter von 67 Jahren an Herzversagen. Er liegt auf dem Friedhof Ainring begraben.

## Karriere
Walter Zeller startete ab 1947 als Ausweisfahrer auf BMW und konnte bereits 1948 erste Erfolge feiern. 1949 wurde er Lizenzfahrer und auf Anhieb deutscher Vizemeister in der 500-cm³-Klasse. Nach dem dritten Gesamtrang 1950 gewann Zeller 1951 seine erste deutsche 500-cm³-Meisterschaft. 1954 und 1955 folgten die Titel Nummer zwei und drei.
In der Saison 1956 errang Zeller mit dem Gewinn der Vize-Weltmeisterschaft in der 500-cm³-Klasse den größten Erfolg seiner Karriere. Mit dem vierten Platz bei der Isle of Man TT, zweiten Rängen in Belgien und bei der Dutch TT in den Niederlanden und Platz sechs beim Nationen-Grand-Prix in Monza sicherte er sich hinter John Surtees auf MV Agusta den zweiten Gesamtrang der WM-Serie.
1957 wurde Zeller mit dritten Plätzen beim Großen Preis von Deutschland auf der Solitude und bei der Dutch TT Sechster der 500er-WM.
Der Tod seines Bruders Kurt zwang Walter Zeller 1957 seine aktive Laufbahn zu beenden und sich um den elterlichen Betrieb zu kümmern. Ab 1977 nahm er begleitet von Gustl Lachermeier, seinem Rennmechaniker, und Rudi Mannetstetter, genannt „Metzger Rudl“, regelmäßig an vielen Veteranenrennen im In- und Ausland teil.

## Ehrungen
Der Oldtimerclub Feldkirchen e. V. aus Feldkirchen, einem Ortsteil von Ainring in Oberbayern, wo Zeller zuletzt lebte, veranstaltet jedes zweite (ungerade) Jahr an einem Samstag im Juli eine „Walter-Zeller-Gedächtnis-Rallye“. Im Anschluss an die Rallye findet am Sonntag in Feldkirchen ein großes Oldtimertreffen statt.

## Statistik

### Titel
- 1951 – Deutscher 500-cm³-Meister auf BMW
- 1954 – Deutscher 500-cm³-Meister auf BMW
- 1955 – Deutscher 500-cm³-Meister auf BMW

### In der Motorrad-WM
| Saison | Klasse  | Motorrad | Rennen | Siege | Podien | Punkte | Ergebnis |
| ------ | ------- | -------- | ------ | ----- | ------ | ------ | -------- |
| 1955   | 500 cm³ | BMW      | 1      | –     | 1      | 6      | 7.       |
| 1956   | 500 cm³ | BMW      | 4      | –     | 2      | 16     | 2.       |
| 1957   | 500 cm³ | BMW      | 2      | –     | 2      | 8      | 6.       |
| Gesamt | Gesamt  | Gesamt   | 7      | –     | 5      | 30     |          |

## Verweise